# Campello sul Clitunno
Campello sul Clitunno je općina u pokrajini Perugia u Umbriji u središnjoj Italiji, oko 45 km jugoistočno od Perugie.
Campello sul Clitunno je 2011. god., zbog langobardske crkve u Klitunovom hramu, zajedno s još 7 lokacija (Langobardska središta u Italiji) uvršten na UNESCO-ov popis mjesta svjetske baštine u Europi

## Povijest
Campello sul Clitunno je mjesto nastalo na izvoru rijeke Clitunno, uz put Via Flaminia koji je povezivao stari Rim i Rimini na Jadranskom moru. Tu je od antike stajao hram posvećen rimskom bogu rijeka, Klitunu, u prelijepom prirodnom okružju. Korintski rimski hram je još u antici bio popularno mjesto koje su posjećivali čak i rimski carevi. Spominju ga Plinije Mlađi i Vergilije. Langobardi su hram pretvorili u Crkvu sv. Spasitelja (San Salvatore). 

## Znamenitosti
Klitunov hram na zapadnom pročelju ima gredu s rijetkim latinskim epigrafskim langobardskim natpisom:

SANCTUS DEUS APOSTOLORUM QUI FECIT REMISSIONEM
Unutra ima bačvasti svod s apsidom na kraju, te freskama iz 7. stoljeća. Izblijedele freske prikazuju sv. Petra i Pavla ispod Krista Spasitelja i slične su onima u crkvi iz 5. st. na rimskom forumu, Santa Maria Antiqua.